# Sågtak

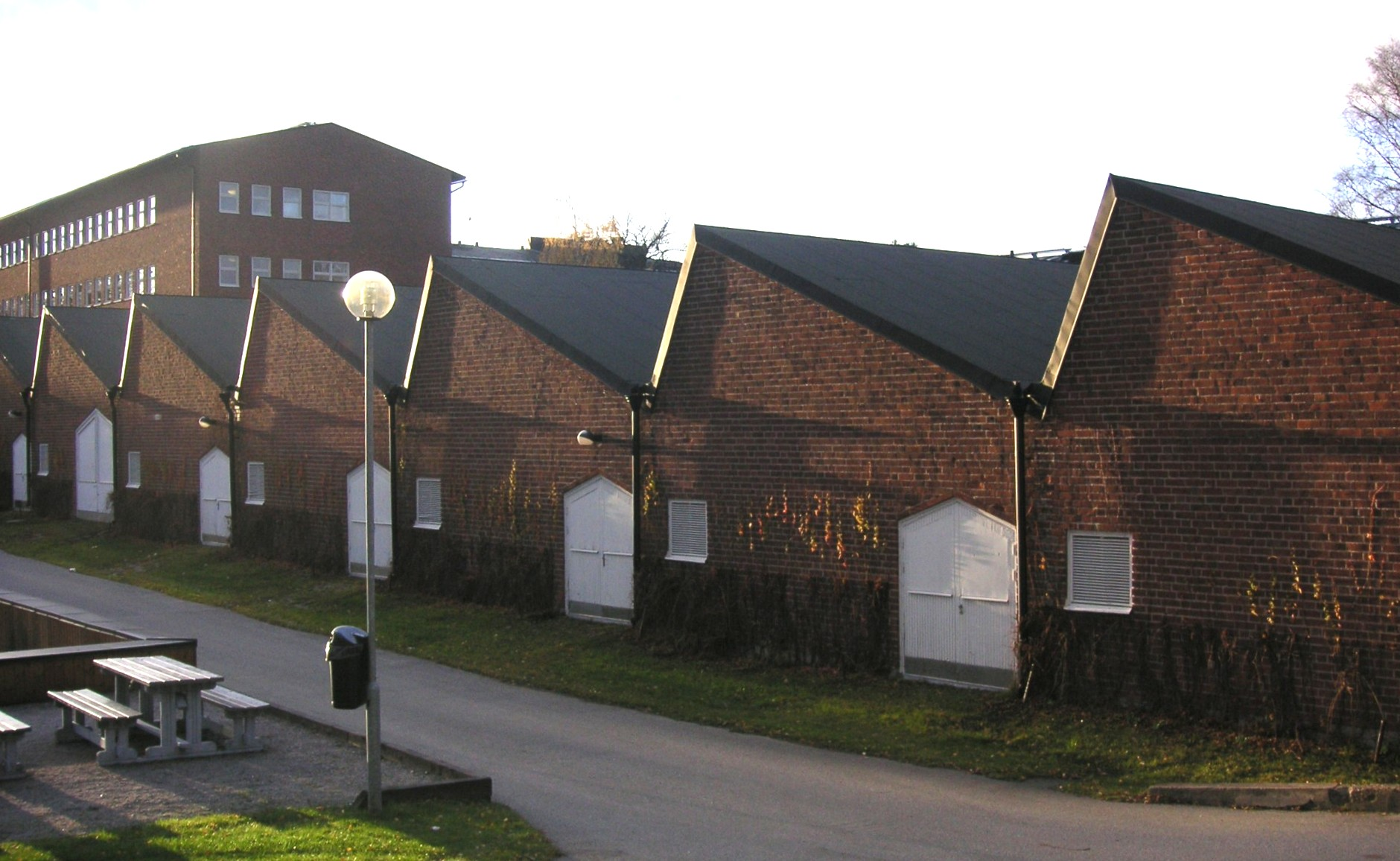
Exempel för ett sågtak

Sågtak eller shedtak är en typ av yttertak som är vanligt förekommande bland hall- och fabriksbyggnader. Det består av ett större antal i sidled ihopfogade sadeltak eller pulpettak. Avvattning av regnvatten sker i varje "dal", där det utbildas en takränna.  Fördelen är att kunna konstruera stora takytor med tillfredsställande takavvattning utan plantakets nackdelar, dessutom kan dagsljus tillföras byggnaden från taket i varje "sågtand", varför fönster i ytterväggarna saknas ibland.